# Byinventar
Byinventar (inkl. gadeinventar) er de ting eller installationer, der er placeret i en by på gader, torver og pladser for at give stedet en bestemt brugsmulighed f.eks. busstoppested eller trafikspejle.
Til byinventar regnes:
1. beplantning,
2. belysning,
3. bænke,
4. borde,
5. affaldsspande,
6. cykelstativer,
7. læskærme,
8. toiletbygninger,
9. kiosker,
10. legeredskaber,
11. skilte,
12. standere (fx til køreplaner ved busstoppesteder),
13. parkometre,
14. steler,
15. plakatsøjler,
16. postkasser,
17. telefonbokse,
18. udsmykning (vandkunst, skulpturer o.lign.),
19. hundetoiletter,
20. blomsterarrangementer.
21. gadelampe

Kravene til byinventar er, er det er:
– smukt og enkelt,
– funktionelt og slidstærkt,
– let at vedligeholde,
– vejrbestandigt (og falme på en æstetisk måde).
Byinventar bør være tilpasset de omgivelser, det placeres i. Det er ønskeligt, at der anvendes et fast og ens udført design. Brugen af byinventar må tilpasses det stedlige behov efter en samlet plan.
Byinventar er ofte udsat for hærværk. For at undgå hærværk blokerer postvæsnet ved nytårstid flere steder postkasser, således der ikke kan kastes kanonslag i postkassen, hvorved både de ikastede breve og postkassen ødelægges.